# Sakigake!! Kuromati Kōkō: The Movie
Sakigake!! Kuromati Kōkō: The Movie è un film del 2005, diretto da Yūdai Yamaguchi, adattamento live action della serie demenziale di manga e anime Cromartie High School, firmata Eiji Nonaka.

## Trama
Takashi Kamiyama è un normale studente che si trova a dover scegliere quale scuola frequentare e per stare accanto all'amico che lo ha salvato da un pestaggio tempo prima decide di iscriversi all'istituto Cromartie, nota scuola che raccoglie i peggiori teppisti della città. L'amico però non supera i test d'ingresso e Kamiyama si ritrova da solo a fronteggiare l'orda di balordi che bivaccano nella sua aula. Inizialmente viene così preso di petto dai suoi compagni ma ben presto, con l'obiettivo di cambiare l'atteggiamento dei suoi nuovi amici, riesce poco per volta a guadagnarsi il rispetto.
Forma così un gruppo per la difesa della terra e affronta la minaccia spaziale della scimmia aliena Gori e del suo aiutante Lla che tramite una cuffietta riesce a controllare le menti degli studenti della Cromartie. In un'epica battaglia nel campetto della scuola, Kamiyama aiutato tra gli altri da Freddy (sul suo fido destriero), da Mechazawa e il suo miglior amico Hayashida, sconfigge il nemico proprio quando un meteorite abbatte l'edificio scolastico. Per la settima volta.

## Struttura e note
Il film è nettamente suddiviso in due parti: nella prima vengono introdotti i personaggi principali, simili a quelli visti nella serie originale sebbene di molto semplificati. Solo alcuni sono fisicamente differenti, come ad esempio Hayashida che qui perde ogni peculiarità relativa ai suoi capelli "particolari". La seconda parte del film invece introduce la trama che dovrebbe costituire il filo conduttore che tiene insieme gli eventi narrati. Arriva così l'invasore alieno, il nemico principale degli eroi, che si impossessa delle menti degli studenti per i suoi loschi piani fornendo un plot all'accozzaglia di gag bene o male prese dalla serie originale. I personaggi, per quanto carismatici, risultano comunque indeboliti rispetto alle controparti disegnate nel manga e nell'anime e lo stesso tono demenziale dell'opera risulta addolcito nel caos creato dal tentativo di inserire a tutti i costi tutti i personaggi nella pellicola.